# 张穹
张穹（1952年11月—），汉族，安徽固镇县人，毕业于西南政法学院法律专业，中华人民共和国法律界人物、第十一届全国政协委员。

## 生平
加入中国共产党，担任十一届全国政协社会和法制委员会副主任、国务院法制办公室原副主任。2008年，当选第十一届全国政协委员，代表社会科学界，分入第三十二组。并担任社会和法制委员会副主任。